# Seraphim von Sarow

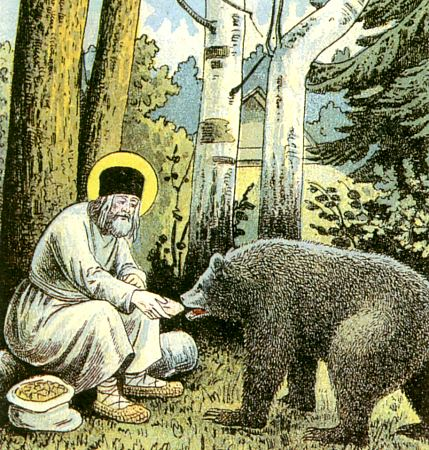
Seraphim mit Bär

Der Heilige Seraphim von Sarow (russisch Серафи́м Саро́вский, wiss. Transliteration Serafim Sarovskij; * 19.jul. / 30. Juli 1759greg. in Kursk; † 2.jul. / 14. Januar 1833greg. in Sarow), bürgerlich Prochor Moschnin (russisch: Прохор Мошнин), war einer der bekanntesten russischen Mönche und Mystiker der Orthodoxen Kirche. Man bezeichnet ihn als den größten Starez (staritsa) des 19. Jahrhunderts. Seraphim versuchte, die klösterlichen Lehren der Kontemplation und der Selbstverneinung den Laien zu vermitteln, und lehrte, dass das Ziel eines christlichen Lebens die Erlangung des Heiligen Geistes sei.
Seraphim wurde von der Russisch-Orthodoxen Kirche 1903 heiliggesprochen. Seit 2007 ist er der Schutzpatron der Atomstreitkräfte der Streitkräfte Russlands.
Durch Nikolaus Motowilow, eines seiner „geistigen Kinder“, wurde der Hauptteil seiner geistlichen Lehren in schriftlicher Form der Nachwelt übermittelt.

## Leben

### Jugend
Isidor und Agathia Moschnin waren die Eltern von Seraphim. Der Vater, ein Kaufmann und Ziegeleibesitzer, beteiligte sich an der Errichtung einer Kathedrale in Kursk. Er starb jedoch noch vor der Fertigstellung. Nun musste sich die Mutter alleine um die Erziehung ihres Sohnes kümmern. Prochor hatte ein ausgezeichnetes Gedächtnis und lernte das Lesen und Schreiben sehr schnell. Von frühester Kindheit an besuchte er gerne den Gottesdienst, wo er ganz in das Gebet versunken war, las in der Heiligen Schrift und vielen Heiligenviten.
Schon in jungen Jahren wurde er mehrere Male auf wundersame Weise geheilt, nachdem er eine Erscheinung der Mutter Gottes hatte. Diese Ereignisse ließen in ihm langsam den Entschluss reifen, später in ein Kloster zu gehen.
Als er seiner Mutter gegenüber diesen Wunsch äußerte, war sie sofort von seinem neuen Lebensweg überzeugt und gab ihm ein kupfernes Kreuz, das er bis zu seinem Lebensende unter seinen Kleidern auf der Haut trug.

### Weg ins Kloster
Seraphim verließ nun Kursk und pilgerte zu Fuß zu dem Höhlenkloster, der Kiewer Lawra, um die Ikonen der Heiligen dort zu verehren. Hier traf er Vater Dositheus, eine als Mönch verkleidete Nonne (Daria Tjapkina). Sie gab ihm den Segen und deutete ihm an, von hier nach Sarow ins Kloster zu gehen.
Nach einem kurzen Aufenthalt in seinem Elternhaus verabschiedete er sich von seiner Mutter und seiner Familie. Am 20. November 1778 kam er im Sarower Kloster an, das zu dieser Zeit von Vater Pachomius geleitet wurde. Zu seinen ersten Aufgaben gehörte es, die Zelle seines geistigen Vaters, Vater Joseph, in Ordnung zu halten, außerdem wurde er mit Arbeiten in der Bäckerei und in der Zimmerei betraut.

### Askese
Mit dem Segen von Igumen Pachomius enthielt er sich mittwochs und freitags aller Nahrung und zog sich in den Wald zurück, wo er in der Abgeschiedenheit das Jesus-Gebet übte. Er war gerade zwei Jahre als Novize im Kloster, da erkrankte er an Wassersucht und sein ganzer Körper schwoll an. Die Krankheit zog sich drei Jahre hin und die Mönche wollten mehrere Male einen Arzt rufen. Seraphim jedoch lehnte ab, da seine ganze Hoffnung auf Gott und die Allreine Mutter (Maria) ausgerichtet war. Während die Mönche für ihn beteten, hatte er eine Vision des Heiligen Johannes und Maria. Danach war er geheilt.
Nach acht Jahren als Mönch bekam er die Tonsur und den Namen Seraphim und nach einem weiteren Jahr wurde er Hierodiakon. Zu dieser Zeit vertieften sich seine geistigen Erlebnisse immer mehr und dies spornte ihn an, seine Gebetszeiten in der Nacht ständig zu verlängern.
Im Jahre 1793 wurde er zum Priestermönch geweiht und feierte von diesem Zeitpunkt an jeden Tag die Göttliche Liturgie. Nach dem Tode des Igumen Vater Pachomius erhielt er von dem neuen Abt Vater Jesaja die Erlaubnis, in eine einsame Holzhütte am Fluss Sarowka überzusiedeln. Das kleine Häuschen bestand aus einem Zimmer mit Diele, in dem ein Sarg stand. Draußen hatte er einen kleinen Gemüsegarten, in dem er auch Bienen hielt.
In dieser Zeit verbrachte er 1000 Nächte auf einem Stein stehend oder kniend, wie einer der Säulenheiligen der frühen Kirche.
Im Jahre 1804 wurde er das Opfer eines Raubüberfalls. Die Räuber, die hofften, Geld bei ihm zu finden, schlugen ihn mit dem Stiel seines eigenen Beils nieder. Er lag für lange Zeit auf dem Boden, bis er endlich wieder zu Bewusstsein kam und sich blutüberströmt ins Kloster schleppen konnte.
Während er eine Woche lang mit dem Tode rang, hatte er eine Erscheinung der Mutter Gottes und von Apostel Petrus nebst Johannes. In der Vision sagte die Maria zu den Aposteln: „Er ist einer von uns.“ Nun musste er ein halbes Jahr im Kloster bleiben, bis er wieder in der Lage war, für sich selbst zu sorgen; jedoch konnte er sich von diesem Zeitpunkt an nur noch auf einen Stock gestützt fortbewegen.
Im Jahre 1810 kehrte er auf Befehl seines Bischofs in das Kloster zurück, da es für ihn nun zu beschwerlich geworden war, einmal in der Woche den Weg von seiner Hütte zum Kloster zurückzulegen, um den Gottesdienst zu besuchen. Hier schloss er sich sofort in eine Zelle ein, die er nach 15 Jahren zum ersten Mal wieder verließ.

### Hilfe für die Gläubigen

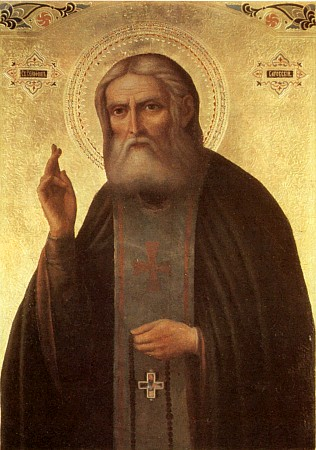
Seraphim von Sarow auf einer Ikone

Nach einer Marien-Erscheinung öffnete er am 25. November 1825 seine Zellentüre und war von dieser Zeit an für alle Menschen, die zu ihm kamen, als geistiger Berater da. Schnell verbreitete sich die Nachricht unter den Gläubigen über seine Gaben der Herzenserkenntnis, der Prophetie und Heilung. Er hieß alle Menschen mit einem Kniefall und dem Gruß willkommen: „Meine Freude, Christus ist auferstanden.“ So wie er jeden Umgang mit Frauen strikt abgelehnt hatte, als er noch in seiner Hütte im Wald lebte, so wandte er sich ihnen nun besonders zu.
Vor allen Dingen kümmerte er sich um die Nonnen des Klosters Diwejewo, die sich unter die Regel des Klosters in Sarow gestellt hatten. Einige dieser Nonnen rief er zu sich, und sie durften an seinen Erscheinungen und Wundern teilhaben. Durch sie wurden all die wunderbaren Ereignisse dokumentiert, die sich im Leben des Heiligen ereignet hatten.
Die Nonne Elena hatte immer den Wunsch ausgedrückt, noch vor dem Heiligen zu sterben. Als ihr Bruder, der Gutsbesitzer Maturow, lebensgefährlich erkrankte, fragte Seraphim sie: „Dein Bruder ist lebensgefährlich erkrankt. Ich brauche ihn aber noch. Kannst du für ihn sterben?“ Sie willigte sofort ein und alles verlief, wie Seraphim es geplant hatte.
Seraphim wohnte noch am Neujahrstage 1833 der Liturgie bei, empfing die Sakramente und verabschiedete sich von seinen Brüdern. Er ging in seine Zelle und man hörte ihn bis weit in die Nacht hinein Osterlieder singen. Am Morgen des 2. Januar sahen die Brüder wie Rauch aus seiner Zelle drang und sie öffneten seine Türe. Eine Kerze war umgefallen und er kniete vor der Ikone der Mutter Gottes. Er war im Gebet gestorben, sodass seine Leiche regungslos mit geschlossenen Augen und gekreuzten Armen dasaß.

### Nach seinem Tod

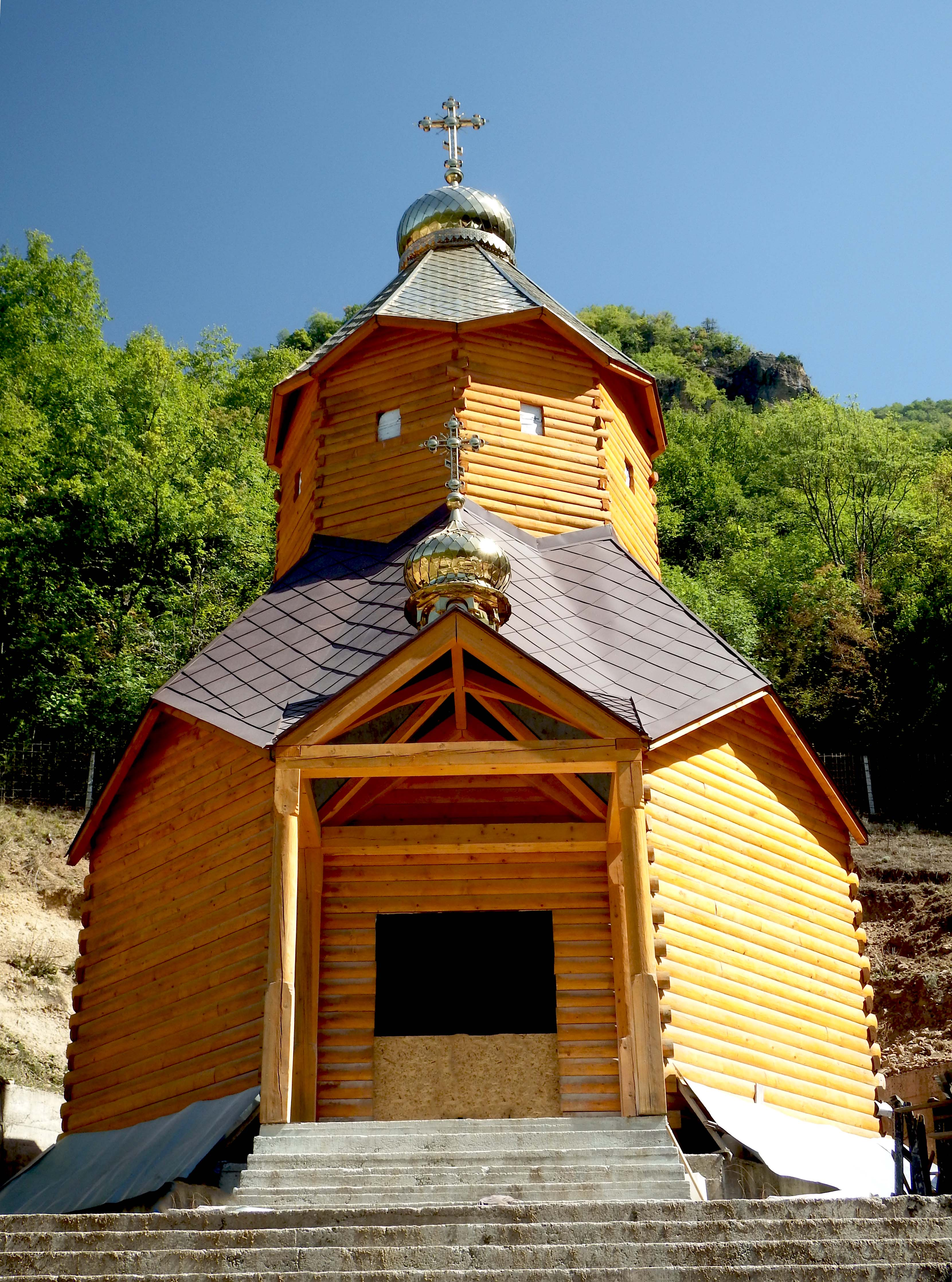
Skite zu Ehren des Hl. Seraphim von Sarow im Kloster Sveti Jovan Bigorski nahe Debar, Nordmazedonien

Nach dem Tod von Seraphim versuchte der Heilige Synod die hingebungsvolle Verehrung durch das einfache Volk durch Gleichgültigkeit zu übergehen. Mönche zerstörten Einrichtungsgegenstände in seinem Waldhäuschen und den Stein, auf dem er 1000 Nächte gestanden hatte. Die Wundertaten wurden in Zweifel gezogen und als Gefahr für die Rechtgläubigkeit angesehen.
Die Synode hatte zwar nach dem Tod von Seraphim eine Untersuchung im Hinblick auf seine Heiligsprechung eingeleitet, war aber nicht bereit gewesen, etwa 80 nachgewiesene Wunder als Beweismaterial anzuerkennen. Zar Nikolaus II. widersetzte sich mit der Unterstützung seiner Gemahlin Alexandra sowie des Bischofs und Metropoliten Tschitschagow (1856–1937), des Verfassers einer Lebensbeschreibung von Seraphim, der Entscheidung der Synode, worauf die Heiligsprechung erneut in die Wege geleitet wurde.
Doch die Synode war immer noch unwillig. Nun wurde das Grab geöffnet, in der Annahme, ein Heiliger müsse unverwest sein. Gefunden wurden jedoch Seraphims Skelett mit dessen kupfernem Kreuz. Die Kommission verfasste einen Bericht, den der Zar schriftlich kommentierte: „Habe mit dem Gefühl der größten Ehrerbietung gelesen. Sofort verherrlichen (d.h. kanonisieren)“.
Positive Erwähnung findet Seraphim in der 1883 veröffentlichten Erzählung Das Tier des russischen Autors Nikolai Leskow, indem ihr dieses Zitat des Mönches vorangestellt ist: Auch die Tiere vernahmen das heilige Wort.
Die Tagebuchnotizen von Bezirksrichter Nikolai Alexandrowitsch Motowilow über ein Gespräch mit dem Heiligen sollen etwa 1903 von Sergei Nilus unter einem Stapel von Büchern wiederentdeckt worden sein und wurden in einem Buch und einer Moskauer Zeitung veröffentlicht. Nilus ist ansonsten vor allem durch seine Edition der sogenannten Protokolle der Weisen von Zion bekannt geworden.
1903 begab sich dann das Zarenpaar nach Sarow zu den Feierlichkeiten der Heiligsprechung. Dem Zaren wurde ein Brief übergeben, den der Heilige vor über 70 Jahren geschrieben hatte. Der Brief trug die Aufschrift: „An den Zaren, der nach Sarow kommen wird“. In ihm beschrieb der hl. Seraphim das Lebensende des Zaren und er prophezeite, dass Russland am Ende desselben Jahrhunderts wieder frei sein würde.
Die Reliquien des Heiligen wurden von der Sowjetmacht als ein Exponat für das Museum des Atheismus in Leningrad beschlagnahmt, später gingen sie verloren und wurden erst kurz vor Weihnachten 1991 wiederaufgefunden.
Im Jahre 1923 wurden alle Klöster in Sarow geschlossen und im Zweiten Weltkrieg zu Waffenfabriken umgebaut. Seit 1946 befindet sich hier das Russische Föderale Kernforschungszentrum, die Stadt wurde in „Arsamas-16“ umbenannt und von allen Landkarten entfernt.
Im Jahre 2003 jährte sich zum hundertsten Mal der Tag der Heiligsprechung des hl. Seraphim von Sarow, was mit großen Festlichkeiten begangen wurde. Es wurden alle Reliquien zurückgebracht und Sarow erhielt wieder seinen alten Namen.

## Gedenktage
1. August, 15. Januar und der 2. Januar